# Рюміна Людмила Георгіївна
Людмила Георгіївна Рюміна (нар. 28 серпня 1949, Воронеж — пом. 31 серпня 2017, Москва) — радянська і російська співачка. Народна артистка РРФСР (1991). Засновниця і перший художній керівник державної бюджетної установи культури міста Москви «Московський культурний фольклорний центр під керівництвом Людмили Рюміної» (1999—2017).
Засновниця і перша керівниця Московського державного ансамблю «Руси» (рос. Русы). Виконавиця російських народних пісень.

## Життєпис
Народилася 28 серпня 1949 року в Воронежі. Дитинство і юність провела в селі В'язове Долгоруковського району Липецької області, яке вважала своєю батьківщиною. Закінчивши художню школу, працювала на комбінаті художником-оформлювачем. Освоєння цієї спеціальності пізніше стало в пригоді співачці для створення концертних костюмів. У 18 років отримала запрошення на роботу до ансамблю «Воронезькі дівчата». З цього колективу почалося її становлення як співачки, виконавиці народних пісень.
Пізніше вступила до музичного училища імені М. М. Іпполітова-Іванова на курс заслуженої артистки Росії, лауреатки Сталінської премії Валентини Єфремівни Клодніної. Через 3 роки (замість чотирьох) закінчила училище екстерном. Отримавши направлення до фрязинської музичної школи, наступні 2 роки співачка працювала керівником дитячого народного хору, потім стала солісткою Москонцерту. Паралельно вона вирішила продовжити музичну освіту і в 1978 році вступила до Інституту імені Гнесіних на кафедру народного співу до професора, народної артистки Радянського Союзу, лауреатки Державної премії Ніни Костянтинівни Мешко. Цей виш Людмила Рюміна закінчила в 1983 році.
Будучи вже заслуженою артисткою, вона прийшла до висновку, що виконання народної пісні має на увазі ще й дійство, грамотну режисерську та акторську подачу матеріалу, і незабаром після цього вступила до ГІТІСу на відділення «режисура естради» до педагога, народного артиста Росії В'ячеслава Шалевича.
Володіла не тільки народним, а й академічним голосом. Це дало їй можливість при виконанні пісень робити вокалізи у високій тесситурі. Володіючи класичною школою співу Людмила Рюміна виконувала також романси, камерні та класичні твори, оперні арії. Багато пісень і композицій народилося в її співпраці з відомими поетами і композиторами, такими як: Олександра Пахмутова, Микола Добронравов, В. Титов, С. Берсеньов, В. Вовченко, Г. Георгієв, Євген Птичкін, В. Бутенко, Арно Бабаджанян, Роберт Рождественський, М. Слуцький, Володимир Мигуля, А. Ковалевський, Ю. Гарін, Михайло Ножкін, А. Севашова, Андрій Дементьєв, Євген Мартинов, В. Бєляєв, Марк Фрадкін та багато інших.
У 1982 й 1986 роках Людмила Рюміна вийшла до фіналу фестивалю «Пісня року» з піснями «Цветы России» (музика Євгена Птичкіна — вірші Веніаміна Бутенка) і «Красота твоя» (автори ті ж), а в 1987 — «Ты всё молчишь» (муз. Євгенія Пиічкіна — вірші Михайла Пляцковського).

## Особисте життя
Людмила Рюміна була одружена з водієм. Не мала дітей. Причиною бездітності були наслідки дорожньо-транспортної пригоди, у яку співачка потрапила в юності. З цього приводу Рюміна говорила, що її особисте життя — «це і є творчість».

### Смерть
Людмила Рюміна померла 31 серпня 2017 року о 02:00 ночі на 69-му році життя в Боткінській лікарні Москви від онкологічного захворювання, яке вона не афішувала. Прощання зі співачкою відбулося 4 вересня у Московському культурному фольклорному центрі. Похована на Востряковському кладовищі Москви.

## Творча діяльність

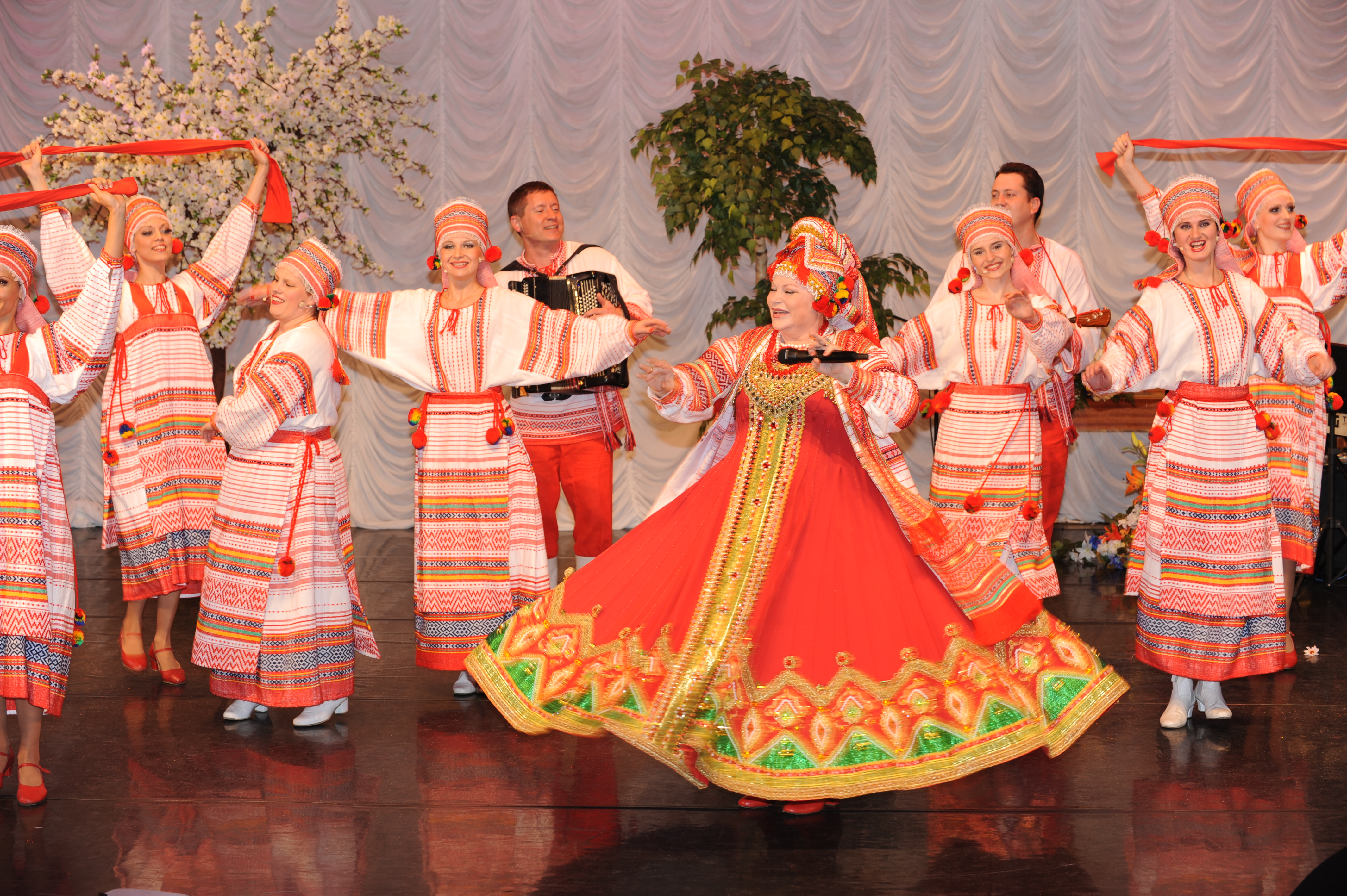
Людмила Рюміна

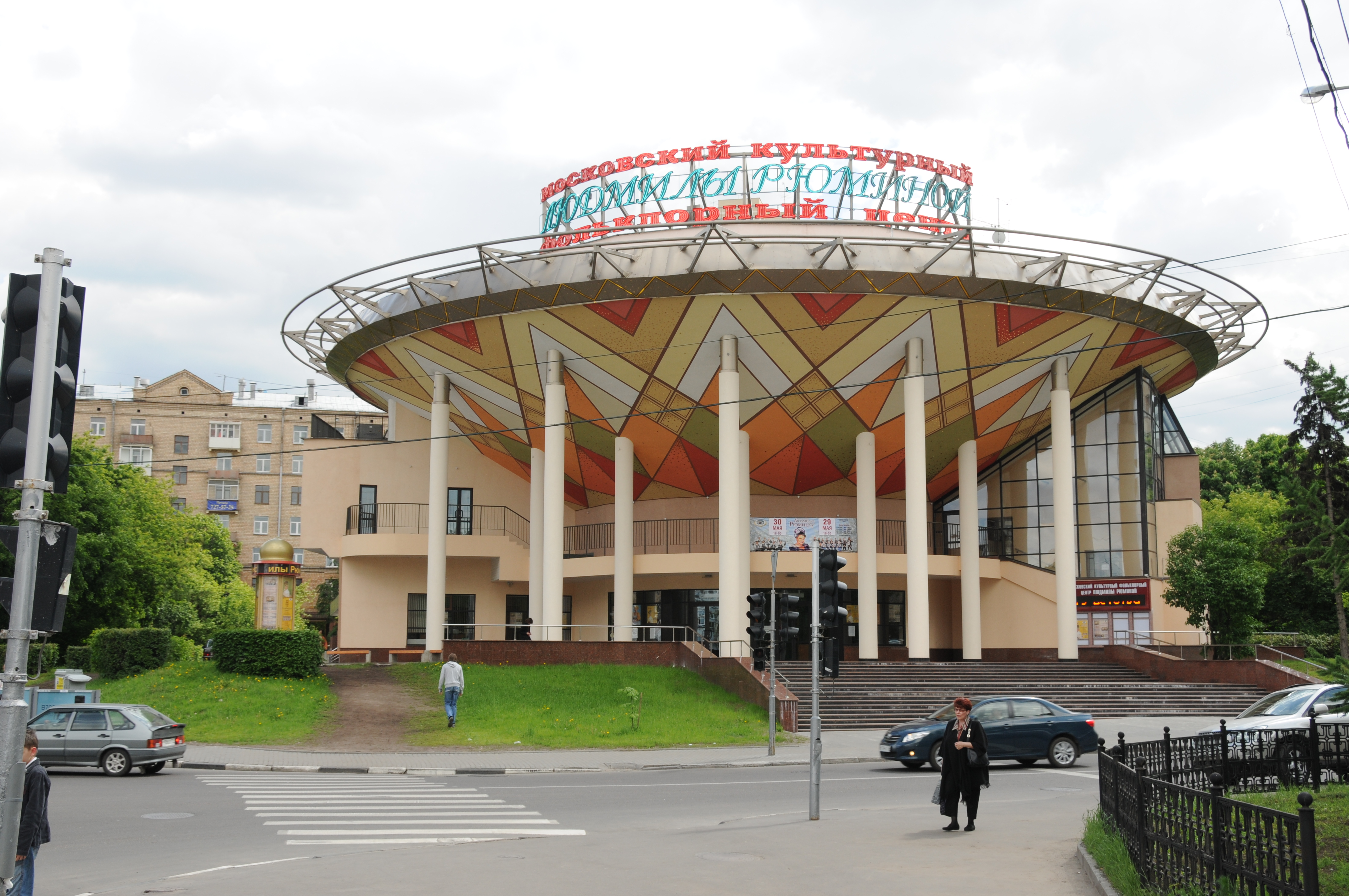
Будівля Московського культурного фольклорного центру під керівництвом Людмили Рюміної

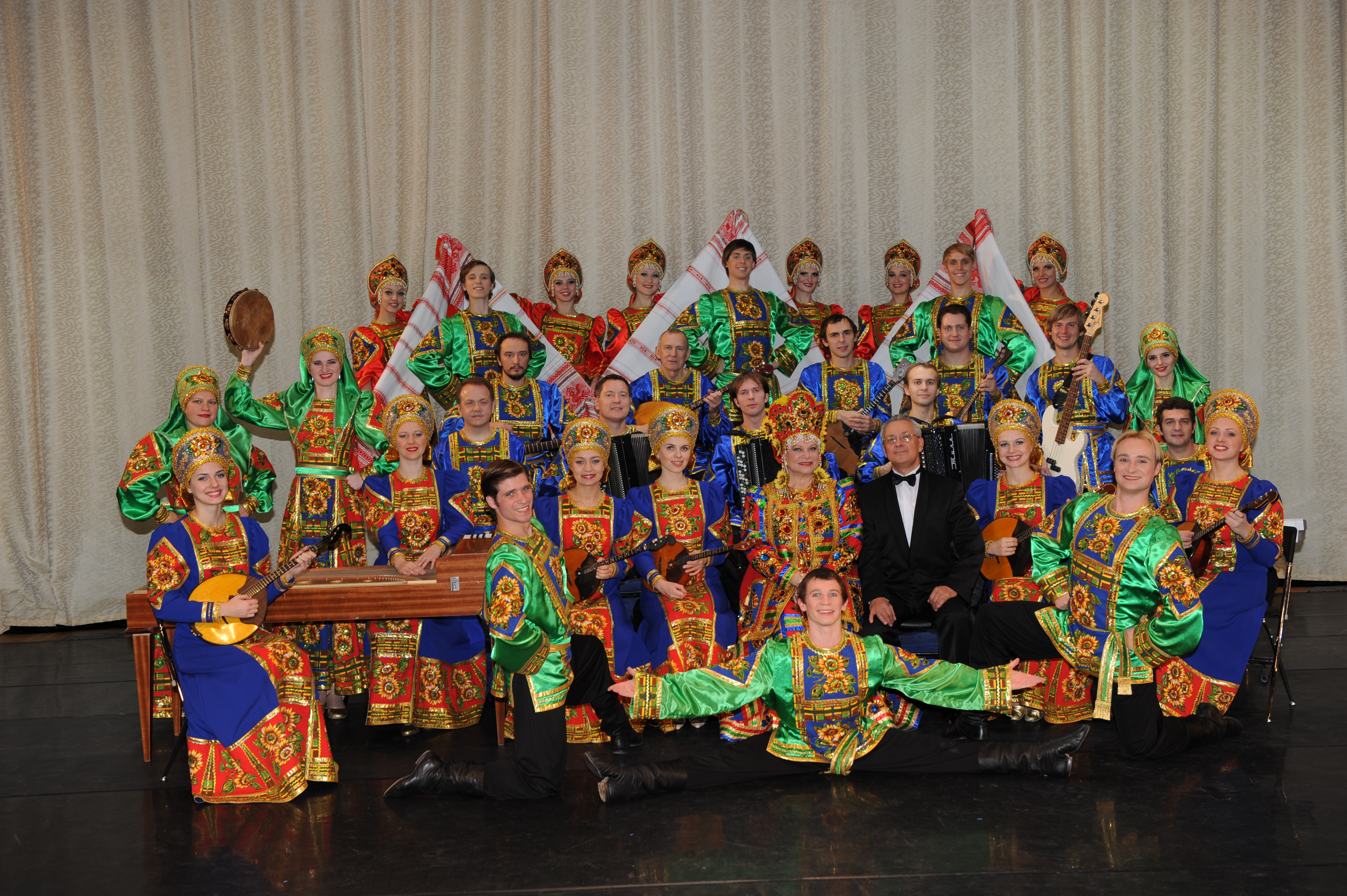
Колектив фольклорного центру під керівництвом Людмили Рюміної

Співачка надавала великого значення пропаганді фольклорного мистецтва, вихованню і навчанню талановитої молоді, що працює в жанрі народної пісні. Велику кількість театралізованих вистав було проведено в Залі церковних соборів храму Христа Спасителя з циклу «Чи судилося Росії відродитися» [недоступне посилання з червня 2019]. В рамках цієї програми відбулися концерти: «Ангелы летели над Россией », «Москва-Феникс-птица», «Во святой Руси», «Эх, масленица!», «Светлый праздник», «Лебедушка», «Чайка», «Вера, Надежда, Любовь», «Катюша».
Людмила Рюміна працювала також над дитячими театралізованими програмами. Вона була організатором Новорічних вистав у храмі Христа Спасителя (2001—2002) і (2002—2003). У червні 1999 року Урядом Москви був затверджений проект Людмили Рюміної відкриття Державної установи культури Московського культурного фольклорного центру під керівництвом Людмили Рюміної — художнім керівником якого вона була протягом 10 років. 4 червня 1999 року за підтримки мера Москви Юрія Лужкова і віце-мера Валерія Шанцева Людмила Рюміна створила Московський культурний фольклорний центр, який розмістився в колишньому кінотеатрі "Україна ". Центр був задуманий для проведення багатонаціональних фестивалів, концертів професійних творчих народних колективів.
22 грудня 2007 року відбулося урочисте відкриття фольклорного центру під керівництвом Людмили Рюміної. Під час реконструкції будівлі колективом на чолі з Людмилою Рюміною була проведена велика творча робота, яка виражалася в сольних програмах, записі 16-ти альбомів Людмили Рюміної, участі в багатьох урядових та інших важливих заходах. Уже в новій будівлі відбулася велика кількість сольних програм: «Русачка», «Московская троечка», «Огонёк», «Славянская душа», «Светлый праздник», «Яблони в цвету», «В защиту детства и добра», «Любимая Россия», «Москва красавица», «Вера, Надежда, Любовь», «Школьные годы», «Палехские узоры». З 28 грудня 2007 року по 7 січня 2008 року проведені дитячі Новорічні вистави «Ось так Ємеля!».

## Нагороди та почесні звання
- Лауреат III Московського молодіжного фестивалю російської народної і радянської музики (1975 рік)
- Диплом лауреата XI Всесвітнього фестивалю молоді і студентів у Гавані (1978 рік)
- Друга премія VI Всесоюзного конкурсу артистів естради в Ленінграді (1979 рік)
- Премія Ленінського комсомолу (1981 рік) — за високу виконавську майстерність та пропаганду російської народної пісні
- Почесне звання " Заслужена артистка РРФСР " (19 грудня 1985 року) — за заслуги у галузі радянського музичного мистецтва[3]
- Почесне звання «Народна артистка РРФСР» (20 травня 1991 року) — за великі заслуги у сфері радянського музичного мистецтва[4]
- Пам'ятний знак на «Площі зірок» в місті Москві (16 жовтня 2000 року)[5]
- Орден Пошани (3 листопада 2000 року) — за великий внесок у розвиток вітчизняного музичного мистецтва[6] .
- Лауреат міжнародного конкурсу «Пілар» (2002, 2004 роки)
- Орден «Меценат» (2004 рік)
- Орден «За відродження Росії» (2004 рік)
- Орден Петра Великого I ступеня (2004 рік)
- Лауреат Державної премії Центрального федлуерального округу Російської Федерації (2005 рік)
- Орден «За заслуги перед Вітчизною» IV ступеня (25 липня 2007 року) — за великий внесок у розвиток музичного мистецтва і популяризацію російської народної творчості[7] .
- Почесна грамота Уряду Москви (17 серпня 2009 року) — за великі творчі досягнення в розвитку музичного мистецтва і в зв'язку з ювілеєм[8]
- Орден Дружби (25 жовтня 2014 року) — за заслуги в розвитку вітчизняної культури і мистецтва, телерадіомовлення і багаторічну плідну діяльність[9]

## Дискографія
1. 2003 — «Эх, Масленица»
2. 2003 — «Мама, мамочка, мамуля»
3. 2003 — «Деревенское танго»
4. 2003 — «Красный сарафан»
5. 2003 — «Соловьём залётным»
6. 2004 — «Любо!»
7. 2004 — «Живи, Россия»
8. 2004 — «Миленький ты мой»
9. 2005 — «Москва — Красавица»
10. 2005 — «С чего начинается Родина»
11. 2005 — «Нам нужна одна Победа!»
12. 2005 — «Цветы России»
13. 2005 — «Мой костёр»
14. 2005 — «Вечерний звон»
15. 2006 — «Славянская душа»
16. 2007 — «Белая сирень»